# Хюг Фабрис Занго
Хюг Фабрис Занго е лекоатлет от Буркина Фасо, който специализира в тройния скок и скока на дължина. Той е световен рекордьор в дисциплината троен скок с дължина на скока от 18,07 м, постигнат през 2021 г. През 2023 г. той печели злато на Световното първенство по лека атлетика в Будапеща. Занго участва на Летните олимпийски игри 2016, а на тези през 2020 г. печели бронзово отличие.

## Световен рекорд на закрито
На 16 януари 2021 г. в Аубир, Франция, Занго скача 18,07 м, като така подобрява световния рекорд с 15 см. Той става първият световен рекордьор от Буркина Фасо и първият африканец, който държи световен рекорд в състезание по скок. Скокът го класира като 6-ия изпълнител в историята, на закрито или на открито.